# Кельн (район Берліну)

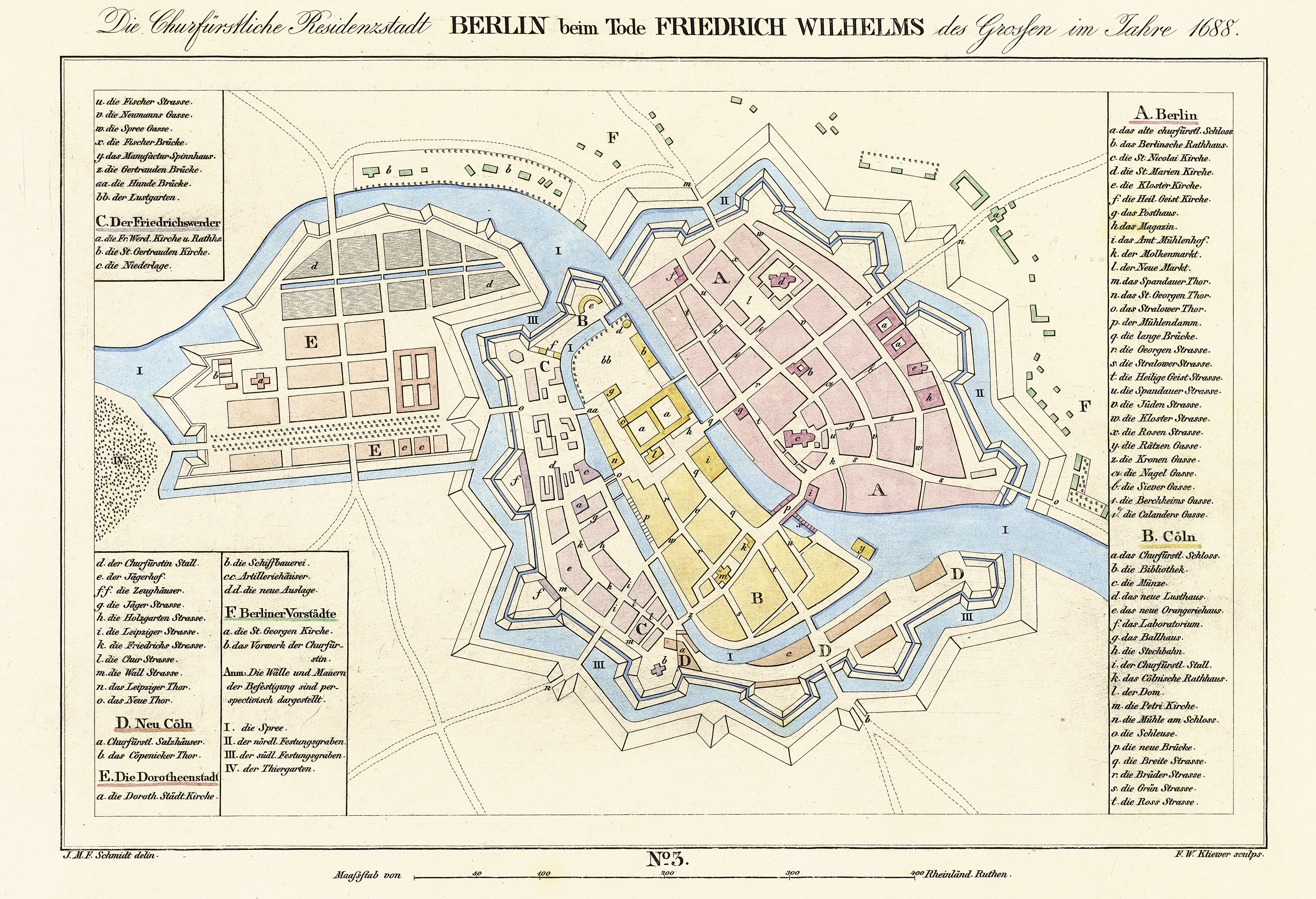
Кельн (жовтим кольором) на карті 1688 року

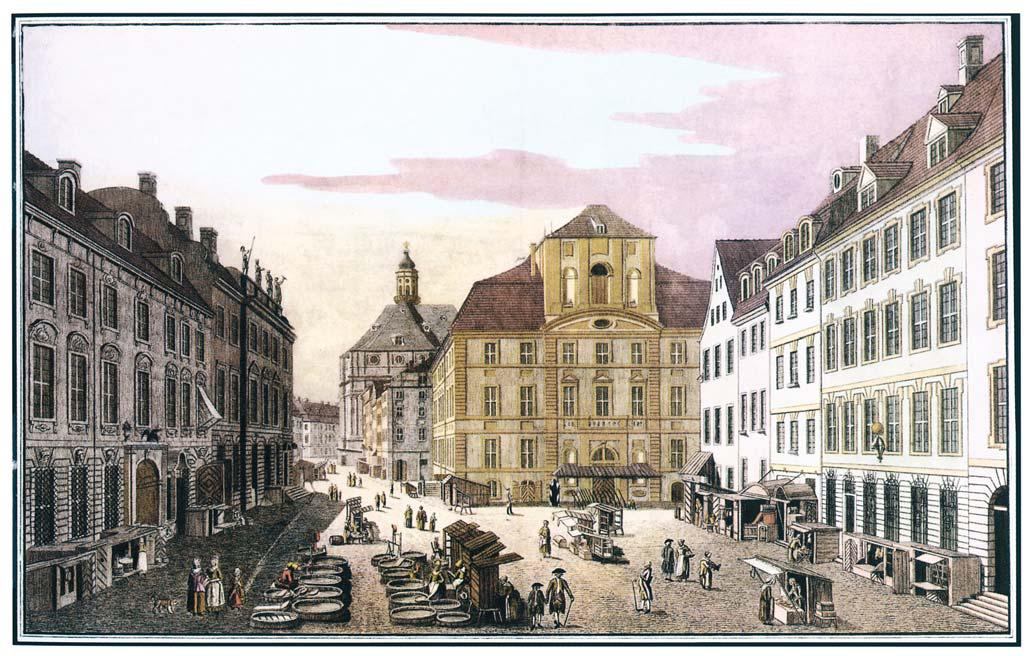
Рибний ринок в Кельні. На задньому плані — барокова Петрікірхе. 1784 рік

Кельн (нім. Cölln) також Кельн-на-Шпрее (нім. Cölln an der Spree) — окреме місто, яке колись існувало на території сучасного Берліна. Перебувало на острові Шпрееінзель і в пізньому Середньовіччі злився з Берліном.
У центрі середньовічного Кельна розташовувалася площа Святого Петра (нім. Petriplatz — Петріплац) з розташованими поруч з нею церквою Святого Петра (нім. Petrikirche — Петрікірхе) на вулиці Гертрауденштрассе і Кёлльнской ратушею на вулиці Брюдерштрассе. Історична забудова цієї частини Берліна була зруйнована під час Другої світової війни і не збереглася. На цьому місці в даний час знаходяться побудовані в післявоєнні роки колишня будівля Державної ради НДР, житлові будинки, а також проходять транспортні магістралі міста. Церква отримала назву на честь апостола Петра, оскільки більшість жителів Кельна були рибалками. На східному березі Шпрее в Берліні жили переважно купці і візники. За користування єдиним в цих місцях переходом через Шпрее Мюлендамм (нім. Mühlendamm — мірошницька гребля) на шляху з Франкфурта-на-Одері в Магдебург стягувалися торгові мита. Центром іншого міста — Берліна — була церква Святого Миколая, покровителя купців. Від води з греблі Мюльдамм працювали млини. Більш заможні берлінці незабаром побудували другу церкву — Марієнкірхе (Церква святої Марії).
Перша згадка про Кельн відноситься до 1237 року, на сім років раніше Берліну. Міста, що з'єднувалися Мюльдаммом, об'єдналися у 1307 році. В об'єднаній міській управі переважали берлінці. Для збереження своїх міських привілеїв від князів і інших зовнішніх загроз об'єднане місто вступило у 1308 році в союз з іншими містами Бранденбурзької марки : Франкфуртом-на-Одері, Бранденбургом-на-Хафелі і Зальцведель.
У 1442 році курфюрст Фрідріх II скасував спільне міське управління Берліна і Кельна. Крім цього Кельн був змушений віддати курфюрстові за зведення фортеці територію, де пізніше був зведений Міський палац Берліна.
У 1658—1683 роках при курфюрсті Фрідріху Вільгельму I за проектом Йоганна Грегора Мемхардта навколо Кельна і Берліна були зведені кріпосні укріплення вздовж старої міської стіни. Збереглися до теперішнього часу залишки бастіонів. Їх можна побачити на площі Хаусфогтайплац (нім. Hausvogteiplatz На південному березі Шпрее всередині нової укріпленої стіни з'явилося передмістя Кельна Ной-Кельн.
У 1710 році міста Берлін, Кельн, Фрідріхсвердер, Доротеенштадт і Фрідріхштадт були об'єднані в «головну королівську резиденцію Берлін». Для подальшого розвитку міста-резиденції у 1834 році фортечні укріплення стали зносити, і місто почало рости за рахунок передмість.
В середні віки в Кельні проживало близько 1400 осіб. У складі Берліна Кельн охоплював весь острів Шпрееінзель, і в 1871 році його чисельність досягла рекордних 16 554 особи. У 1910 році чисельність населення становила лише 6 895 осіб. У 1920 році Кёлльн увійшов в новий міський округ Мітте.
У Другу світову війну територія Кельна зазнала значних руйнувань, від історичного району нічого не залишилося. Назва «Кельн» в сучасному берлінському побуті не використовується.

## На території Кельна перебувають (перебували)
- Міський палац (знесений)
- Палацова площа
- Люстгартен
- Берлінський собор
- Музейний острів, де знаходяться:
  - музей Боде
  - Стара національна галерея
  - Пергамський музей
  - новий музей
  - Старий музей
- Палац Республіки (демонтований)
- будівля Державної ради НДР